# Balboa Fun*Zone
Balboa Fun*Zone är det tredje studioalbumet av det amerikanska punkrockbandet Adolescents, släppt 1988. Det är gruppens enda album utan sångaren Anthony Brandenburg, som hade lämnat bandet året innan släppet av Balboa Fun*Zone. Istället för att ersätta honom sjöng både gitarristen Rikk Agnew och basisten Steve Soto på albumet. Det blev bandets sista studioalbum med Rikk Agnew och trummisen Sandy Hanson. Bandet splittrades för andra gången året efter albumets släpp, men återförenades 2001. Rikk Agnew lämnade gruppen dock 2003, innan de hann spela in ett nytt studioalbum.
Allmusic-kritikern Stewart Mason gav albumet 3 av 5 i betyg. Han tyckte att Balboa Fun*Zone var underhållande, trots att Brandenburg inte var med på albumet. Enligt Mason var de bästa låtarna från albumet "Balboa Fun Zone (Riot on the Beach)" och "Balboa Fun Zone (It's in Your Touch)", och den sämsta var John Lennon-covern "Instant Karma!", som han beskrev som meningslös.

## Låtlista
Alla låtar skrevs av Rikk Agnew och Steve Soto, förutom "Just Like Before" (av Agnew och Dan Colburn), Instant Karma!" (av John Lennon) och "Surf Yogi" (av Sheldon Harnick och Jerry Bock).
Sångaren står inom parentes.
Sida ett
1. "Balboa Fun Zone (Riot on the Beach)" (Steve Soto) - 3:02
2. "Just Like Before" (Rikk Agnew) - 3:27
3. "Instant Karma!" (Soto) - 3:13
4. "Alone Against the World" (Agnew) - 4:19
5. "Allen Hotel" (Soto) - 3:26
6. "Frustrated" (Soto, Agnew) - 3:14

Sida två
1. "Genius in Pain" (Agnew) — 3:37
2. "It's Tattoo Time" (Agnew) - 3:34
3. "'Til She Comes Down" (Soto) - 4:11
4. "Modern Day Napoleon" (Agnew) - 3:38
5. "I'm a Victim" (Soto) - 4:37
6. "Balboa Fun Zone (It's in Your Touch)" (Soto) - 3:14

Bonusspår på CD-versionen
1. "Runaway" (Agnew) - 4:34
2. "She Walks Alone" (Soto) - 3:26
3. "Surf Yogi" (instrumental) - 1:18

## Musiker
Adolescents
- Rikk Agnew - gitarr, sång
- Steve Soto - bas, sång
- Frank Agnew - gitarr
- Sandy Hanson - trummor

Andra musiker
- Mark Mahoney - tatueringsmaskin på "It's Tattoo Time"
- Thee Bretheren Percussio - slagverk på "Frustrated"
- Chaz Ramirez - Hammondorgel på "I'm a Victim"